# Cheirospora botryospora
Cheirospora botryospora är en svampart som först beskrevs av Jean François Montagne, och fick sitt nu gällande namn av Berk. & Broome 1850. Cheirospora botryospora ingår i släktet Cheirospora, divisionen sporsäcksvampar och riket svampar.   Inga underarter finns listade i Catalogue of Life.